# جان بی. فلوید
جان بی. فلوید (انگلیسی: John B. Floyd; ۱ ژوئن ۱۸۰۶ – ۲۶ اوت ۱۸۶۳) سیاست‌مدار اهل ایالات متحده آمریکا بود.